# Ossenbroek

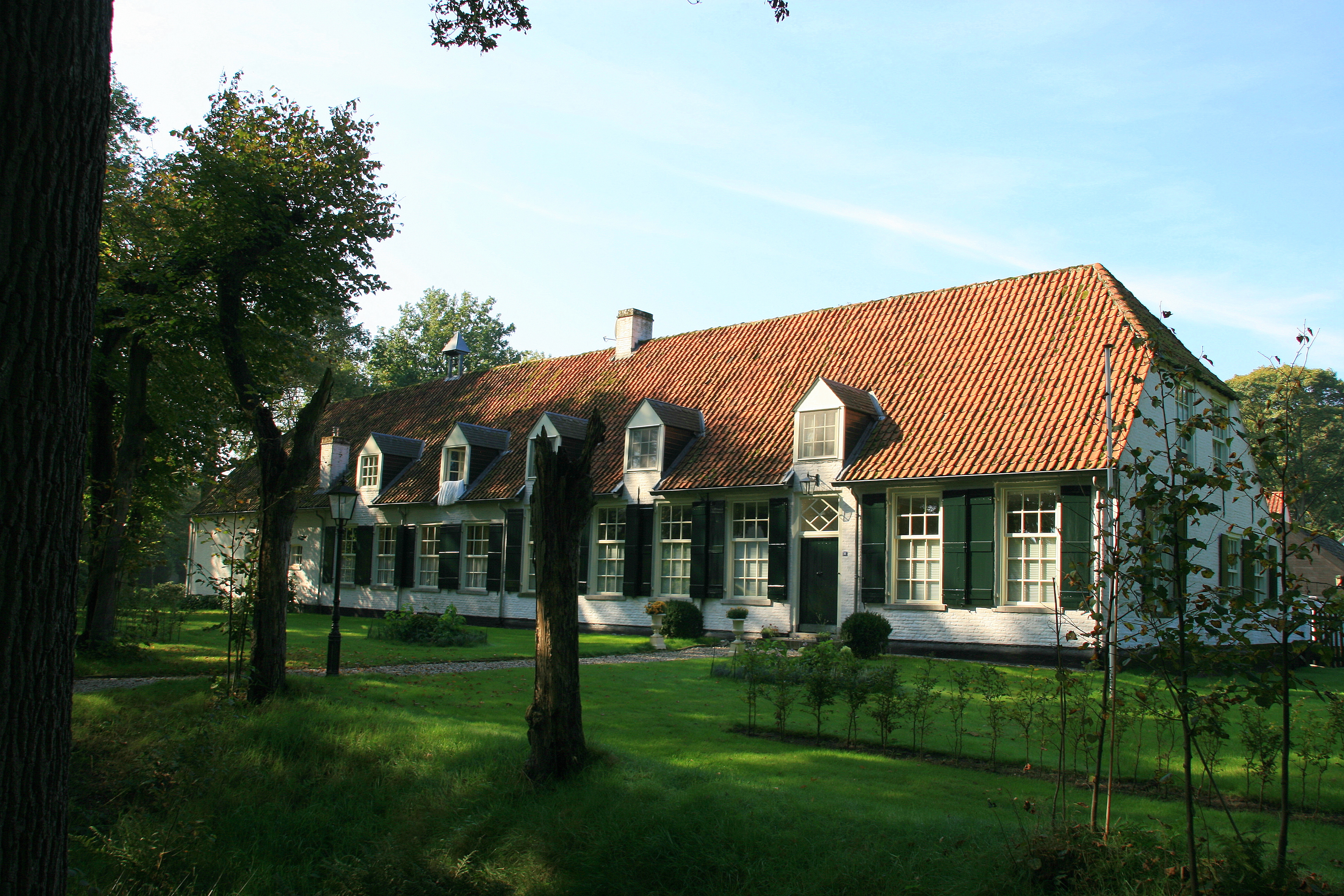
Huis Ossenbroek

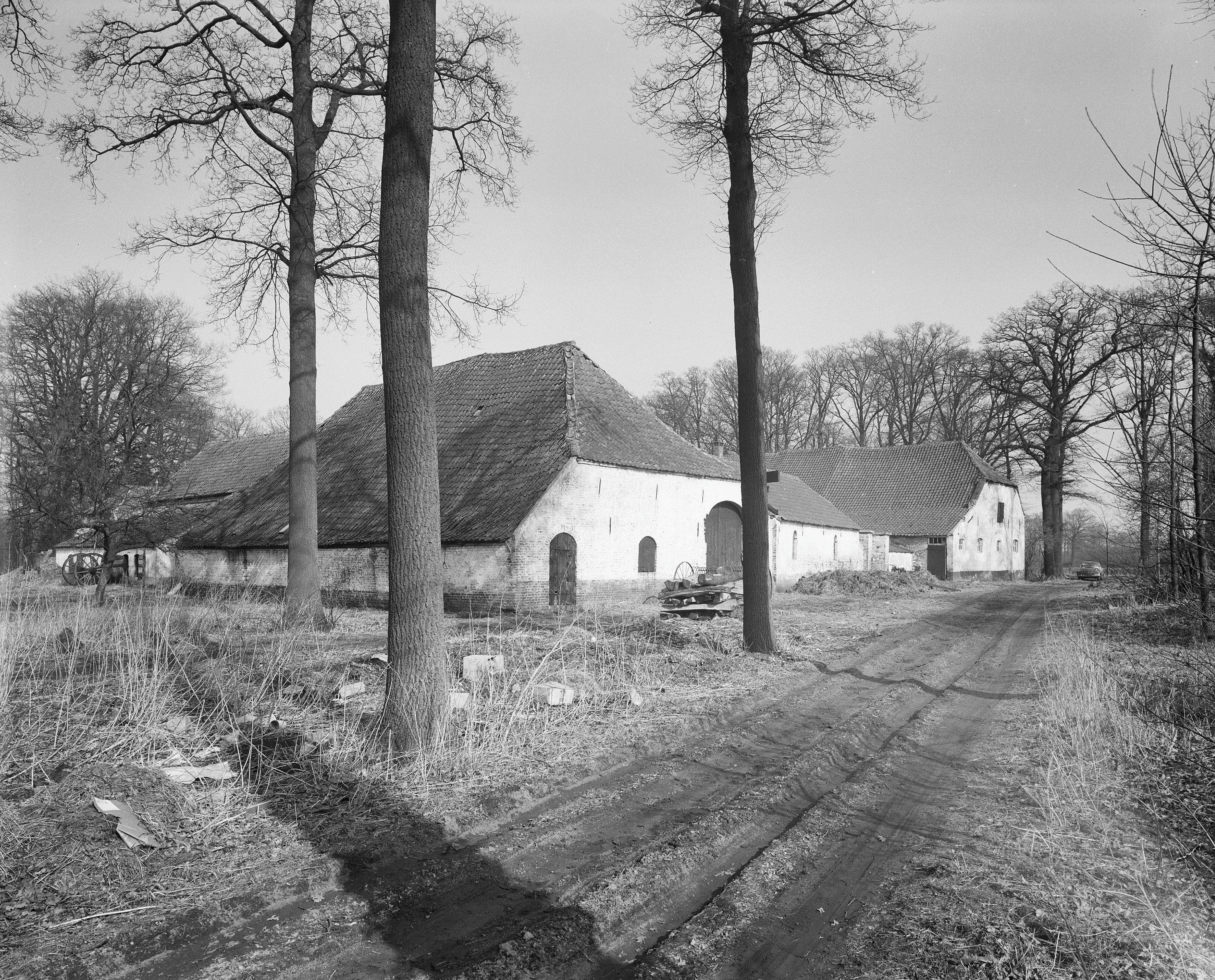
Landgoed Ossenbroek in 1962

Ossenbroek is een particulier landgoed in de gemeente Land van Cuijk, dat zich bevindt ten zuiden van Beers en ten noordwesten van Haps.
Samen met nabijgelegen landgoederen zoals De Dennen en Hiersenhof, beslaat het een oppervlakte van 113 ha.
Het afgelegen gebied ligt in de Venloslenk en ook de Maas heeft hier in vroeger tijden gestroomd.

## Cultuurhistorie
Het gebied, vroeger bestaande uit heide en woeste grond, is in de periode 1750–1800 ontgonnen. Er werden onder meer bossen aangelegd met een stelsel van eikenlanen. Toen is ook Huis Ossenbroek gebouwd, bestaande uit een herenhuis en een boerderijdeel.
Het huis was achtereenvolgens in het bezit van de families Krieger, Boreel de Mauregnault, en 
Van Hövell tot Westerflier. Deze familie bezit het huis en het landgoed nog steeds. Van 1828–1830 woonde de katholieke voorman Joachim le Sage ten Broek in het huis.
In 1850 werd het huis ingrijpend verbouwd. In 1970 vond een nieuwe restauratie plaats, waarbij de indeling echter geheel werd gemoderniseerd en het boerderijgedeelte met het herenhuis tot één woning werden samengevoegd. De bedsteden en een gewelfde kelder werden verwijderd. Elementen van de Bossche School werden aan het interieur toegevoegd.
In het begin van de 20e eeuw vond een nieuwe verbouwing plaats, waarbij de situatie van 1850 weer gedeeltelijk werd hersteld. De woning werd opnieuw in twee gedeelten gesplitst.

## Natuur
Het landgoed bestaat uit gemengd bos, cultuurgrond, eikenlanen en houtwallen. Op de laaggelegen delen is elzenbroekbos te vinden waar onder meer groot heksenkruid voorkomt. Broedvogels zijn boomvalk, steenuil, wielewaal, nachtegaal en geelgors. Ook de das komt hier voor.
Het gebied wordt van oost naar west doorstroomd door de Laarakkerse Waterleiding. Ten westen van dit gebied ligt het landgoed Tongelaar en omgeving.
De bossen van het landgoed zijn vrij toegankelijk. Het huis met het omliggende privépark en de jachtopzienerswoning staan geklasseerd als Rijksmonument en zijn  niet openbaar toegankelijk.

## Afbeeldingen

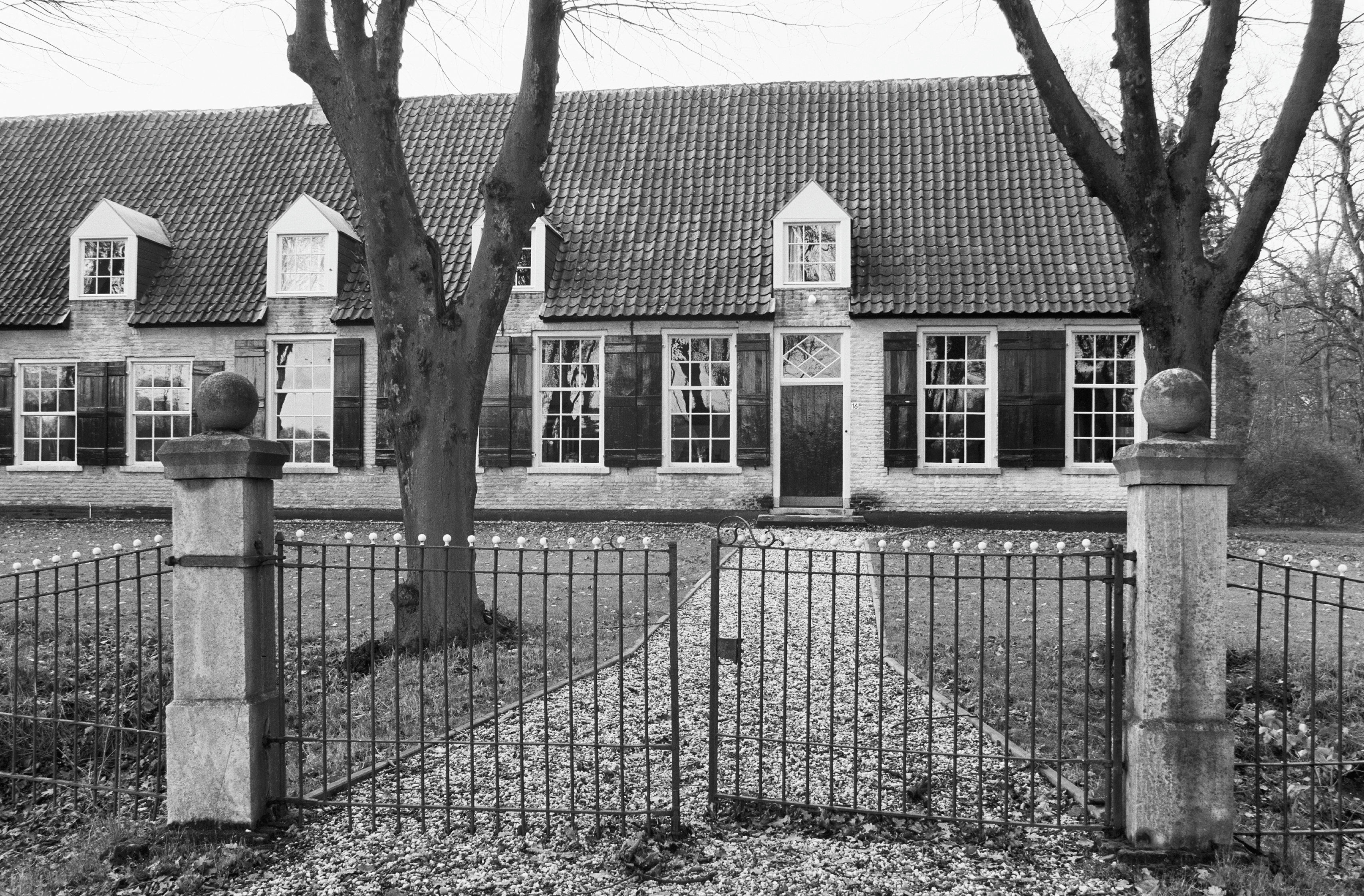
Ossenbroek, voorgevel, 1977
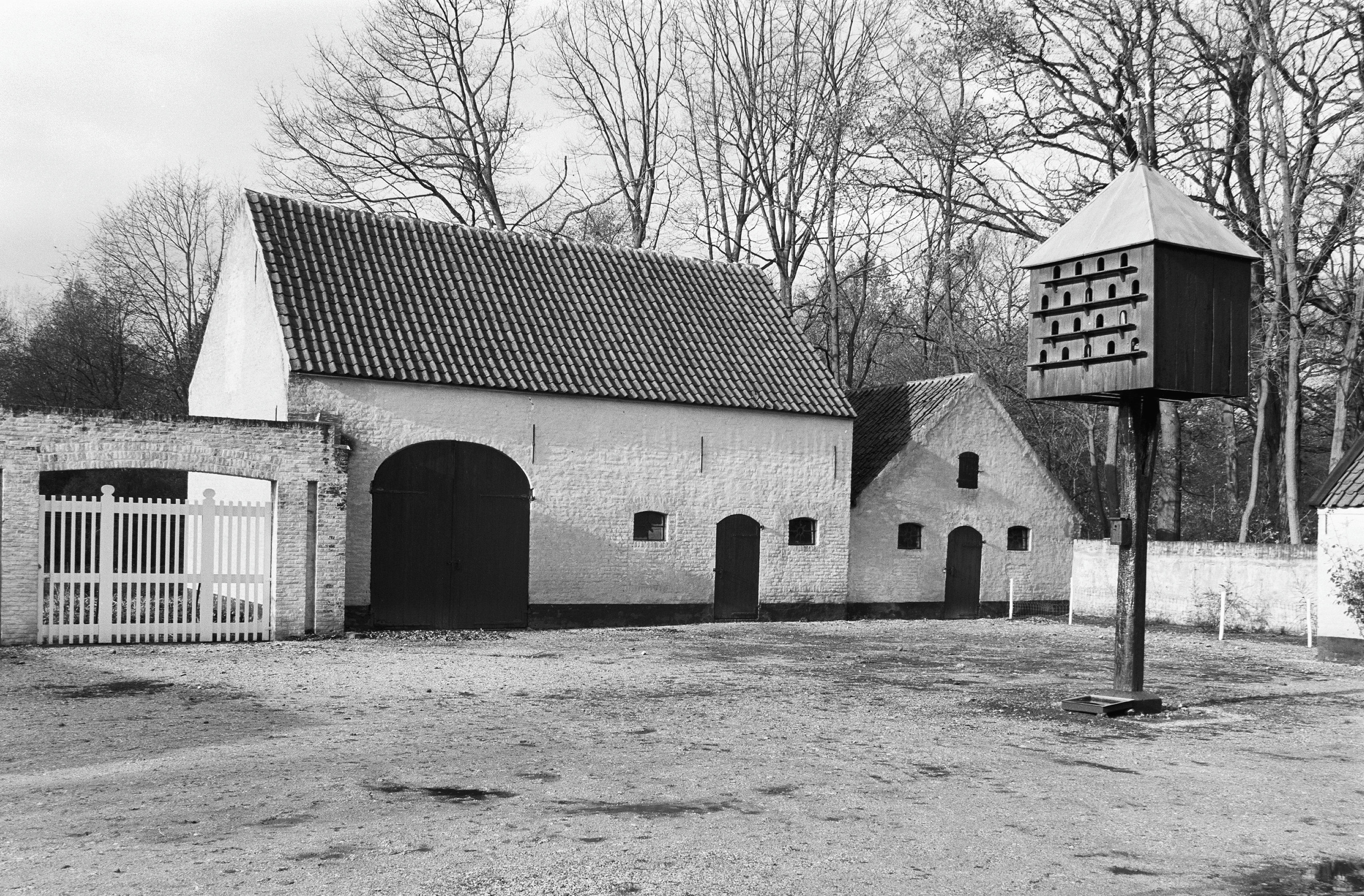
binnenplaats, 1977
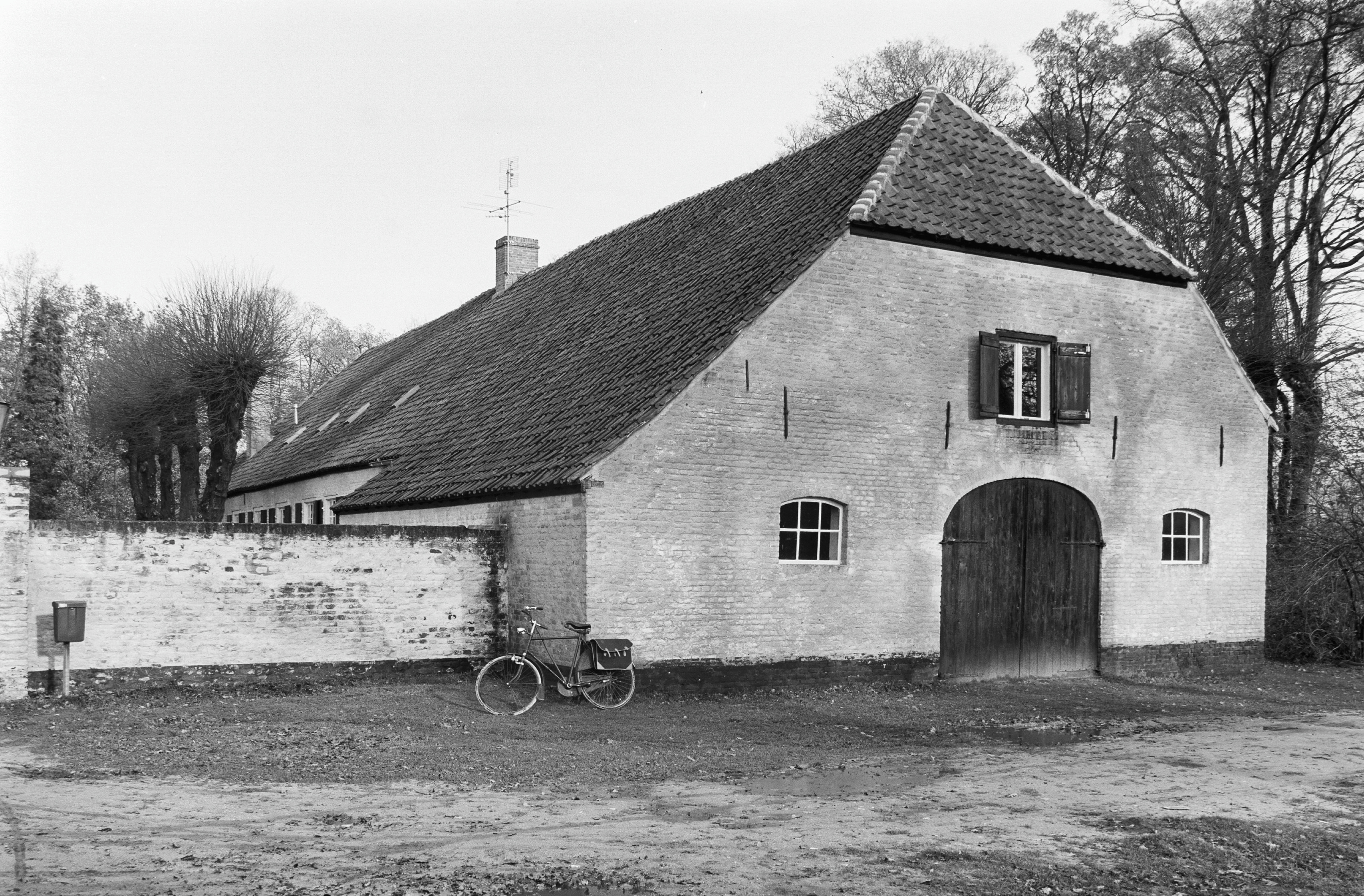
zijgevel, 1977
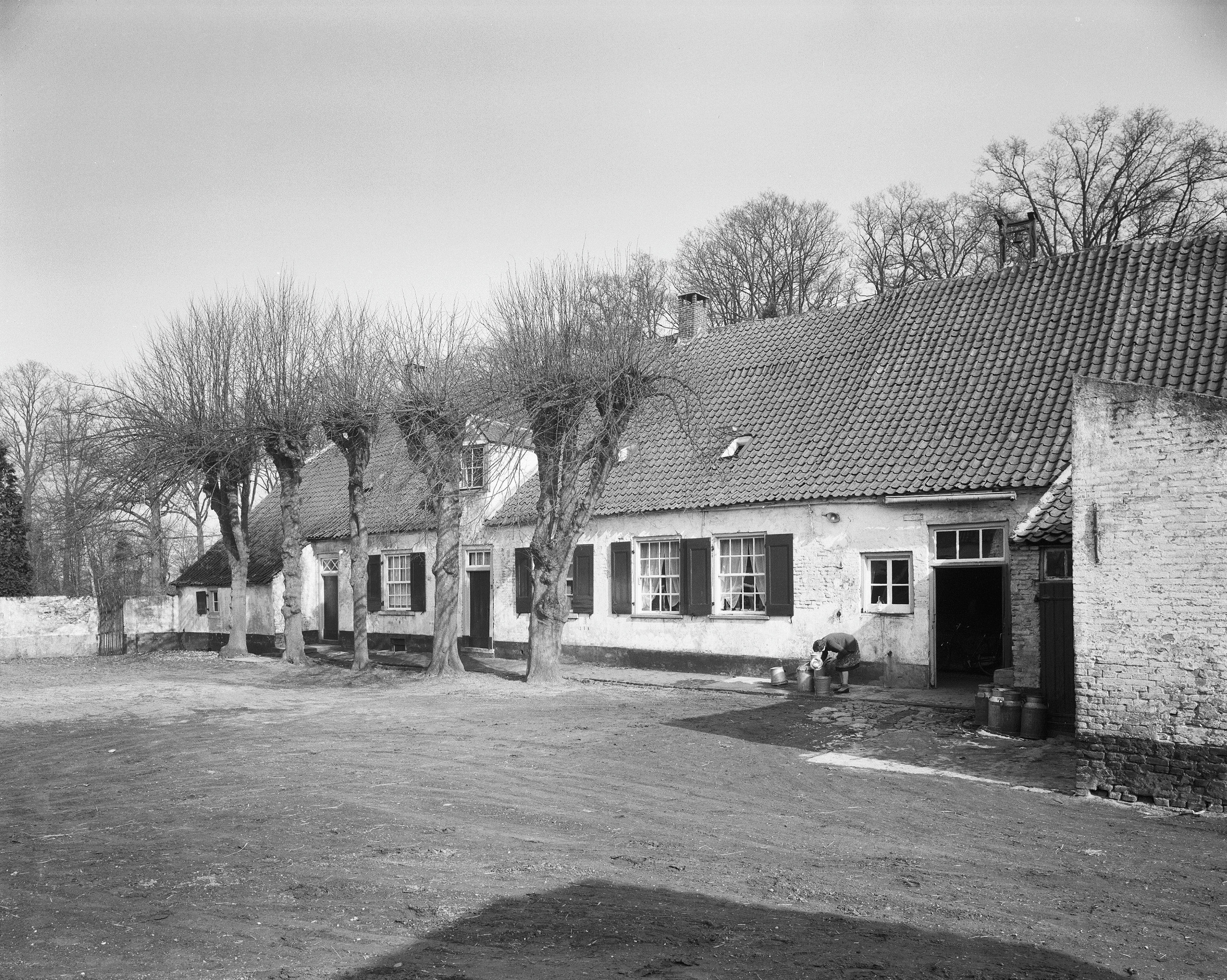
binnenplaats, 1962

## Externe bron
- Cultureel Brabant